# Movimento 5 Stelle
Das Movimento 5 Stelle (abgekürzt M5S), zu Deutsch Fünf-Sterne-Bewegung (in Südtirol auch 5SB), ist eine EU-skeptische und populistische Partei in Italien. Sie wurde 2009 von dem Kabarettisten Beppe Grillo ins Leben gerufen und ging aus einer Protestbewegung hervor. Die Partei trennte sich 2024 von Grillo.
Bei den Parlamentswahlen in Italien 2018 wurde M5S stärkste Einzelpartei und stellte bis zu den nächsten Parlamentswahlen 2022 zunächst in einer Koalition mit der Lega Nord (bis zum 5. September 2019), später mit der Partito Democratico die Regierung Italiens.

## Name
Gemäß der 2009 veröffentlichten Carta di Firenze (zu Deutsch Charta von Florenz) stehen die fünf Sterne in Name und Logo der Partei für Acqua, Ambiente, Trasporti, Sviluppo und Energia und beschreiben damit programmatische Forderungen aus der frühen Phase der Partei: Recht auf freien Zugang zu sauberem Wasser sowie Förderung von Umweltschutz, öffentlichem Verkehr, nachhaltiger Entwicklung und erneuerbaren Energien.
Das grafisch hervorgehobene V im Parteilogo geht auf eine im Jahr 2007 von Grillo initiierte Protestaktion, den sogenannten V-Day zurück. Das V steht dabei für vaffanculo, die umgangssprachliche Version der obszönen Beleidigung vai a fare in culo (zu Deutsch etwa „geh, fick dich in den Arsch“). Der Begriff V-Day erinnert gezielt an die Begriffe D-Day und V wie Vendetta. Der Buchstabe V kann zudem als römisches Zahlzeichen für die Zahl 5 gelesen werden.

## Geschichte

### Protestbewegung und erste Bürgerlisten
Der Gründer Beppe Grillo zählte in den 1980er Jahren zu den bekanntesten TV-Entertainern Italiens. Seine Auftritte hatten politische Züge bis hin zur Satire, wobei er italienische Politiker direkt angriff. Auf deren Betreiben erhielt Grillo Anfang der 1990er Jahre ein Auftrittsverbot im italienischen Fernsehen. Seither tritt er an Theatern und in Arenen auf und betreibt einen Blog, in dem er Themen wie Energiepolitik, Korruption, Meinungsfreiheit und Globalisierung behandelt.
Als Protestinitiative gegen die italienischen Politiker, die korrupt und überbezahlt seien, initiierte er 2007 den sogenannten V-Day. Im Rahmen des V-Day konnten über 350.000 Unterschriften zu Grillos Hauptanliegen gesammelt werden, unter anderem, dass Vorbestrafte kein passives Wahlrecht mehr haben sollen und Politiker nur für zwei Legislaturperioden und direkt, anstatt über Parteilisten gewählt werden sollen. Der Erfolg bewog Grillo, 2008 einen zweiten V-Day zu organisieren und bei den Kommunalwahlen im folgenden Jahr sogenannte Fünf-Sterne-Bürgerlisten (Liste Civiche a Cinque Stelle) zu unterstützen. Im Juli 2009 wollte er bei den Urwahlen zum Parteivorsitzenden des Partito Democratico kandidieren, wurde aber von dessen Parteiführung an der Teilnahme gehindert.
Mitbegründer der Partei war der 2016 verstorbene Internetunternehmer Gianroberto Casaleggio. Er unterstützte Grillo beim Aufbau der Bewegung, die das Internet und die sozialen Medien – insbesondere Grillos Blog – als Kommunikationsformen nutzt. Sein Sohn Davide Casaleggio führt die Arbeit weiter. Die Partei trennte sich 2024 von Grillo.

### Kommunal- und Regionalwahlen
Im Frühjahr 2010 trat die Partei in fünf Regionen zu den Regionalwahlen an und konnte dabei in die Landesparlamente des Piemont und der Emilia-Romagna mit jeweils zwei Regionalratsabgeordneten einziehen.
Bei den Kommunal- und Regionalwahlen 2011 trat das M5S in 75 von 1.177 Gemeinden zur Wahl an und konnte in 28 Gemeinderäte einziehen. Die besten Ergebnisse erzielte die Partei dabei in Nord- und Mittelitalien (zwischen 9 und 12 % in Bologna, Rimini und Ravenna), während sie im Süden nur selten die 2 % übertraf.
Bei den Regionalwahlen im süditalienischen Molise konnte der Spitzenkandidat der Partei im selben Jahr 5,60 % der Stimmen auf sich vereinigen.
Bei den Kommunalwahlen 2012 trat die Partei in 101 von 1.012 Gemeinden an. Dabei konnte sie weiter an Zuspruch gewinnen und in zahlreichen Kommunen vor allem in Norditalien zweistellige Ergebnisse erzielen. Seit diesen Wahlen stellt die Bewegung vier Bürgermeister in Venetien und der Emilia-Romagna, darunter Parma, wo sich Federico Pizzarotti mit 60,22 % in der Stichwahl zum Bürgermeister durchsetzte. In anschließenden Umfragen rangierte das M5S italienweit als zweitstärkste Partei des Landes.
Bei den vorgezogenen Regionalwahlen auf Sizilien am 28. Oktober 2012 bestätigte sich der prognostizierte Aufwärtstrend; das M5S ging als stimmenstärkste Partei mit 14,89 % aus den Wahlen hervor und konnte sich somit auch in Süditalien fest etablieren.
Bei den Kommunal- und Regionalwahlen 2016 wurde die M5S-Kandidatin Virginia Raggi als erste Frau zur Bürgermeisterin Roms gewählt. Die Kandidatin Chiara Appendino kam in Turin mit 30,92 % ebenfalls in die Stichwahl.
Beide – Raggi und Appendino – gewannen die Stichwahl. Chiara Appendino, zum Zeitpunkt der Wahl 31 Jahre alt, gewann gegen Amtsinhaber Piero Fassino und erhielt 54,56 Prozent der Stimmen.
Diese Erfolge konnte das M5S bei der Kommunal- und Regionalwahl 2021 nicht wiederholen und verloren landesweit Mandate. Insbesondere in den Städten, in denen M5S-Kandidaten Exekutivfunktionen hatten, schnitt M5S schlecht ab: Weder in Turin, noch in Rom konnten die Bürgermeisterkandidatinnen die Stichwahl erreichen.

### Parlaments- und Europawahlen
Aufgrund des selbstauferlegten Verhaltenskodex der Bewegung trat Beppe Grillo bei den Parlamentswahlen 2013 nicht an. Grillo ist wegen fahrlässiger Tötung vorbestraft. 1981 verursachte er einen Autounfall, bei dem drei Menschen starben. Er wird jedoch als das „Sprachrohr“ (Megafono) der Bewegung bezeichnet und war somit maßgeblich an der Organisation des Wahlkampfes beteiligt. Er veranstaltete in Italiens Großstädten zahlreiche Kundgebungen; zur abschließenden Wahlkampfveranstaltung auf der Piazza San Giovanni in Rom kamen nach Parteiangaben rund 800.000 Personen.
Aus den Parlamentswahlen am 24. und 25. Februar 2013 ging das M5S aus dem Stand als zweitstärkste Partei hervor, die sich mit rund 25 % der Stimmen in der Abgeordnetenkammer und rund 23 % im Senat nur aufgrund ihres schlechteren Abschneidens in den Auslandswahlkreisen knapp hinter dem Partito Democratico einreihte. In vier Kammerwahlkreisen konnte die Partei sogar über 30 % der Wählerstimmen auf sich vereinigen; in den zwei sizilianischen Wahlkreisen erzielte sie ihre absoluten Spitzenergebnisse (34,54 % bzw. 32,67 %), in den Marken kam sie auf 32,13 % und in Grillos Heimatregion Ligurien auf 32,10 %. Aufgrund des geltenden Wahlrechts, welches das stimmenstärkste Parteienbündnis mit einer Mehrheitsprämie belohnt, erhielt die Fünf-Sterne-Bewegung (die sich keinem Bündnis angeschlossen hatte) jedoch in der Abgeordnetenkammer nur 109 von insgesamt 630 Mandaten – im Senat 54 von insgesamt 315. Da das Prämiensystem im Senat allerdings keinem Parteienbündnis eine absolute Mandatsmehrheit verschaffen konnte, spielten die 54 Senatsmandate dem M5S gewichtiges politisches Potential für eine mögliche Regierungsbeteiligung zu. Diese Variante wurde zwar mit dem Partito Democratico über mehrere Wochen sondiert, aber letztlich vom M5S abgelehnt. Nach der daran anschließenden Angelobung von Enrico Letta (PD) als Ministerpräsident einer Großen Koalitionsregierung aus Partito Democratico und Popolo della Libertà im April 2013 agierte das M5S im italienischen Parlament als Oppositionskraft.
Bei den Europawahlen vom 25. Mai 2014 erhielt M5S 21,15 % der Stimmen und 17 Sitze im Europaparlament. Die Mandatare des M5S traten geschlossen der EU-skeptischen Fraktion Europa der Freiheit und der direkten Demokratie (EFDD) bei.
Aus den Parlamentswahlen am 4. März 2018 ging das M5S mit 32,68 Prozent der Stimmen als stärkste Partei hervor. Diese Wahl brachte auch einen erdrutschartigen Stimmengewinn für die Lega Nord auf 17,34 Prozent. Der Versuch der Bildung einer Koalitionsregierung von M5S und LN unter Führung des parteilosen Politik-Neulings Giuseppe Conte scheiterte durch das Veto von Staatspräsident Mattarella am 27. Mai 2018. In einem zweiten Anlauf wurde Giuseppe Conte erneut vom Staatspräsidenten mit der Regierungsbildung beauftragt. Die daraufhin gebildete Regierung mit 18 Ministern, darunter fünf Frauen, wurde am 1. Juni 2018 vereidigt und Giuseppe Conte Ministerpräsident.
Am 5. Juni 2018 sprach eine Mehrheit der Senatoren der Regierung Conte das Vertrauen aus und am Tag darauf eine Mehrheit der Abgeordneten der Abgeordnetenkammer (350 dafür, 236 dagegen, 35 Enthaltungen).
Die Koalition mit der Lega zerbrach im August 2019, woraufhin das M5S zusammen mit der Partito Democratico eine Koalition bildete. Die Regierung, erneut unter der Führung von Giuseppe Conte, wurde am 5. September 2019 vereidigt und erhielt daraufhin das Vertrauen der beiden Parlamentskammern. Am 13. Januar 2021 verließ Italia Viva die Koalition, was dazu führte, dass Conte am 26. Januar 2021 sein Amt niederlegte. Ihm folgte Mario Draghi, der eine Regierung der nationalen Einheit bildete. Neben M5S beteiligten sich die rechtspopulistische Lega, die sozialdemokratische Demokratischen Partei und die konservative Forza Italia. Am 22. Juni 2022 gab Außenminister Luigi di Maio seinen Austritt aus der 5-Sterne-Bewegung bekannt. Ausschlaggebend für die Entscheidung waren Diskussionen in der 5-Sterne-Bewegung über weitere italienische Waffenlieferungen an die Ukraine im Zusammenhang mit dem Ukrainekonflikt. Im Gegensatz zum Vorsitzenden der Bewegung, Giuseppe Conte, der weitere Lieferungen ablehnte, machte sich Di Maio im Einklang mit der Regierung für weitere Waffenlieferungen stark. Der Entscheidung Di Maios schlossen sich weitere 50 Abgeordnete und 11 Senatoren der 5-Sterne-Bewegung an. Di Maio kündigte an, die ausgetretenen Abgeordneten und Senatoren in einer neuen unabhängigen politischen Gruppierung mit Namen Insieme per il futuro (dt. Gemeinsam für die Zukunft) sammeln zu wollen. Mit dem Austritt gab die 5-Sterne-Bewegung den Status als stärkste Fraktion in der Abgeordnetenkammer und im Senat an die Lega ab. In der Folge zerbrach die Regierung Conte.
Bei der vorgezogenen Parlamentswahl 2022 verlor M5S mehr als die Hälfte des Stimmanteils und erreichte nur noch 15,4 % der Stimmen. Die Partei ging in die Opposition.
Bei der Europawahl 2024 verlor die Partei weiter an Zustimmung und landete knapp unter 10 % Stimmenanteil. Die neun Abgeordneten der M5S wurden in die Fraktion Die Linke aufgenommen. Die Europaparlamentarier der M5S waren seit der Auflösung der EU-skeptischen EFDD-Fraktion 2019 fraktionslos gewesen und hatten in dieser Zeit unter anderem mit der liberalen Renew und der Fraktion der Grünen verhandelt. Linke-Fraktion und M5S vereinbarten eine sechsmonatige Beobachtungsphase, um „die politische Konvergenz“ zwischen den beiden Seiten zu bestätigen.

## Programmatische Ausrichtung
In ihrem Programm für die Parlamentswahlen vom Februar 2013 formulierte die Fünf-Sterne-Bewegung eine Reihe konkreter politischer Forderungen, die sie nach sieben Themenbereichen gegliedert online publizierte:
Ein wesentliches Element in der Organisationsstruktur der Fünf-Sterne-Bewegung ist die Internet-Plattform Rousseau. Über diese Plattform bestimmen die registrierten Mitglieder (die sogenannten iscritti) sowohl die Programme als auch die Kandidaten der Partei.

### Staat und Bürger
Das M5S fordert weiterhin ein Verbot der Ämterhäufung, eine maximale Amtsdauer für Abgeordnete von zwei Legislaturperioden und ein Kandidaturverbot für strafrechtlich verurteilte Bürger. Damit will sie gegen Korruption von Abgeordneten vorgehen, eines ihrer wichtigsten Themen.

### Soziales
M5S stimmte für ein vom Parlament verabschiedetes Gesetz, das den ärmeren Bürgern ermöglicht, eine Sozialhilfe zu beantragen: reddito di cittadinanza. Diese Hilfe soll vor der Verarmung schützen und eine Chance geben, eine Arbeit zu finden. Davon profitieren etwas über 3 Millionen Italiener. Vor allem während der Pandemie garantierte es vielen Italienern ein einigermaßen normales Leben.

### Energie
M5S bemängelt in Italien eine ineffiziente Energienutzung und fordert eine Energiepolitik, die zur Verringerung des CO2-Ausstoßes nach den Vorgaben des Kyoto-Protokolls führen soll. Grundsätzlich wird ein intensiver Ausbau von erneuerbaren Energieträgern angestrebt.

### Information
Die Bewegung strebt nach größtmöglicher Transparenz im öffentlichen Meinungsbildungsprozess. Die Bewegung fordert diesbezüglich einen Ausbau der Internetverbindungen sowie freien und kostenlosen Internetzugang für alle Bürger. Ebenso sollen Einzelpersonen nicht mehr alleinige Mehrheitseigentümer von Privatmedien mit staatsweiter Reichweite sein können; auch die staatlichen Medien sollen entbürokratisiert und grundlegend neu strukturiert werden.

### Wirtschaft
M5S fordert grundsätzlich eine Stärkung der lokal und regional verwurzelten Wirtschaftsstrukturen und eine stärkere Reglementierung großer Finanz- und Aktiengesellschaften, eine Abschaffung faktischer Monopolgesellschaften, die Begrenzung von Managergehältern zu Gunsten eines für alle garantierten Arbeitslosengeldes.

### Verkehr
Die Bewegung setzt sich für die Stärkung des öffentlichen Nahverkehrs gegenüber dem Individualverkehr ein und fordert den Ausbau der öffentlichen Zugverbindungen. Aber auch Mobilitätslösungen mittels Sharing-Plattformen werden unterstützt. Zudem sollen Radwege und E-Mobilität ausgebaut werden.
Die damalige Bürgermeisterin von Rom Virginia Raggi stoppte 2016 den Ausbau der U-Bahn, löste die für die Entwicklung des U-Bahn-Netzes zuständige Gesellschaft «Roma Metropolitane» auf und entließ deren 178 Mitarbeiter.
Das M5S setzte sich wegen der Umweltschäden gegen den Bau des Turin mit Lyon verbindenden Mont-Cenis-Basistunnels ein, der bei der dortigen Bevölkerung sehr umstritten ist. Die Haltung gegen den Bau hatte zur Popularität des M5S beigetragen. Im Juli 2019 gab das an der Regierung von Ministerpräsident Giuseppe Conte beteiligte M5S den Widerstand jedoch auf.

### Gesundheit
Im Gesundheitsbereich fordert das M5S die Beibehaltung einer kostenlosen, für alle Bürger zugänglichen Grundversorgung. Die Bewegung kritisiert die Bevorzugung privater Gesundheitseinrichtungen, die „dem öffentlichen Gesundheitssystem Ressourcen und Talente entzieht“. Ebenso wird eine Kostensenkung bei Arzneimitteln angestrebt sowie eine Intensivierung von Präventionsmaßnahmen und die Bewusstseinsbildung hinsichtlich einer gesundheitsbewussten Lebensweise.
Die Partei lehnt die Pflichtimpfung gegen Masern für Kinder ab und vertritt die wissenschaftlich widerlegte These, dass Impfungen Autismus verursachen. Das Thema setzt das M5S gezielt im Wahlkampf ein. Nachdem in Italien Anfang 2017 eine Masernepidemie ausgebrochen war und festgestellt wurde, dass 88 % der Erkrankten nicht geimpft waren, führte Italien die Impfpflicht für Kinder ein. Italiens Gesundheitsministerin Beatrice Lorenzin kritisierte in Anspielung auf das M5S, auch Politiker hätten mit Desinformationen über Impfungen dazu beigetragen, dass sich einige Menschen nicht impfen ließen. Das M5S und die Lega Nord versprachen vor den Parlamentswahlen in Italien 2018, die Impfpflicht rückgängig zu machen. Die damalige römische Bürgermeisterin Virginia Raggi vom M5S hielt sich nicht an das Gesetz und beschloss entgegen der Impfpflicht, dass Kinder auch ohne Impfung weiter zur Schule oder in den Kindergarten gehen dürfen.
Im Januar 2019 reichte die M5S einen Gesetzentwurf auf Legalisierung von Cannabis im italienischen Parlament ein.

### Bildung
Die Fünf-Sterne-Bewegung fordert eine ausschließliche Finanzierung des öffentlichen Schulwesens und einen Ausbau der entsprechenden Infrastrukturen – vor allem einen kostenfreien Zugang zum Internet für Schüler und Studenten und die Verbreitung von E-Books, um im Allgemeinen den Zugang zu gespeichertem Wissen zu erleichtern. Hinsichtlich des Sprachunterrichts fordert die Bewegung eine Einführung des Englischunterrichts bereits in den Kindergärten sowie kostenlosen, aber verpflichtenden Italienischunterricht für Migranten.

### Außenpolitik
Außenpolitisch hat das M5S eine kremlfreundliche Ausrichtung. Dabei hat die Haltung der Partei eine Wandlung vollzogen. Nach dem Mord an der russischen Journalistin Anna Politkowskaja 2006 äußerte sich Beppe Grillo noch kritisch über Russland. Inzwischen gehört das M5S aber zu den prorussischen Kräften im Westen. In einer Rede vor der russischen Regierungspartei Einiges Russland sprach sich der außenpolitische Sprecher des M5S Manlio Di Stefano gegen die Sanktionen aus, die wegen der russischen Krim-Annexion verhängt wurden. Die NATO bezeichnete er als „aggressiv“, forderte eine Stärkung der wirtschaftlichen Beziehungen zwischen der EU und Russland und sagte, dass an der russischen Krieg in der Ukraine nicht Russland, sondern die EU und die Vereinigten Staaten schuld seien, da sie sich in die Angelegenheiten Russlands eingemischt hätten. Die russischen Luftangriffe auf Aleppo 2016 bezeichnete Di Stefano als „Befreiung“. Ein Abgeordneter von Einiges Russland erklärte, man wolle mit dem M5S in Zukunft weiter kooperieren.
Auf der Website der Partei wird u. a. ohne Beleg behauptet, das amerikanische Außenministerium würde das Schleusen von Flüchtlingen nach Italien finanzieren, und ein Foto von einem Filmset wird als Beweis für Kannibalismus in der Ukraine ausgegeben. Häufig werden Nachrichten von staatlichen russischen Propagandamedien wie etwa Sputnik und Russia Today übernommen. Aus einem Bericht in der Tageszeitung La Stampa geht zudem hervor, dass das M5S, Lega Nord und andere rechte Parteien in sozialen Netzwerken gezielt von der Sankt Petersburger „Troll-Armee“ unterstützt werden. Grillo wies die Anschuldigungen zurück. Falschinformationen verbreite nur die traditionelle italienische Presse, so der Partei-Chef.
Luigi Di Maio, der von 2017 bis Januar 2020 Parteivorstand war, sagte indes, dass andere Politiker wie etwa Silvio Berlusconi viel engere Kontakte nach Russland hätten und es ungerechtfertigt sei, nur das M5S zu kritisieren. Ihm sei es wichtig, auch die Vereinigten Staaten als Verbündeten zu erhalten.

### Europapolitik
Das Movimento 5 Stelle kritisiert, die Europäische Union habe sich von den Idealen der Gründerväter Adenauer, De Gasperi, Monnet und Schuman entfernt und sei zu einer reinen Bankenunion geworden. Vor der Einführung des Euros hätte man gemeinsame Regeln in Bezug auf die Verteidigungs- und Steuerpolitik schaffen müssen. Ferner werde die Europäische Union von Italiens Politikern als Alibi für von der Bevölkerung unerwünschte Maßnahmen vorgeschoben, „weil Europa es so will“. Dies erinnere an die Rechtfertigung der Kreuzzüge: „weil Gott es so will“. Die Entwicklungsfonds der Europäischen Union nannte Grillo einen Betrug: Italien würde die EU mit 12 Milliarden Euro jährlich finanzieren, davon würden nur 9 Milliarden nach Italien zurückfließen, noch dazu in die drei Regionen, in denen das organisierte Verbrechen am stärksten präsent sei (Kampanien, Kalabrien und Sizilien). Man führe Krieg nicht gegen den Islamischen Staat oder gegen Russland, sondern gegen die Europäische Zentralbank, sagte Grillo.
Grillo hat sich für den Ausstieg Italiens aus der Europäischen Währungsunion ausgesprochen mit der Begründung, der Euro sei wie „ein Strick um den Hals“. Dabei hat er stets die Notwendigkeit einer Volksbefragung betont. Der dem M5S nahestehende Ökonomie-Professor Mauro Gallegati lehnt den Ausstieg aus dem Euro hingegen ab und schlägt zur Lösung von Italiens Schuldenproblemen eine Steuerreform vor, die die Einführung einer Vermögensteuer von 5 bis 10 % auf Vermögen über 10 Millionen Euro beinhalten sollte.

## Verhaltenskodex der Parlamentarier
Der Verhaltenskodex verpflichtet die Abgeordneten und Senatoren, sich für das Parteiprogramm, insbesondere für die Umsetzung der direkten Demokratie, die Einführung von Volksabstimmungen ohne Beteiligungsquorum sowie die Direktwahl der Mandatsträger einzusetzen.
Die parlamentarischen Fraktionen des M5S waren darüber hinaus verpflichtet, mit keinen Parteien oder Koalitionen Regierungsbündnisse einzugehen. Sie konnten aber einzelnen Gesetzesmaßnahmen zustimmen, die von anderen Parteien im Einklang mit dem Parteiprogramm der Bewegung vorgeschlagen werden. 2018 ging die Partei dann eine Koalition mit der Lega ein. Seitdem gilt das Koalitionsverbot nicht mehr.
Bei einer Verurteilung wegen einer Straftat verpflichtet sich der Parlamentarier zum Rücktritt.
Die monatlichen Bruttobezüge der Parlamentarier beschränken sich auf 5.000 Euro zuzüglich Auslagen. Der Rest fließt in einen Fonds, mit dem das M5S Mikrokredite für kleine und mittelständische Unternehmen in ihrer Gründung finanziert. Mindestens 14 Parlamentsabgeordnete der Bewegung hatten zwar die Überweisungen an den Fonds in Auftrag gegeben, diese aber sogleich gestundet und das Geld wieder an sich selbst zurückfließen lassen.

## Kritik
Politische Beobachter bzw. Politikwissenschaftler haben die populistischen Ansätze der Bewegung kritisiert. Nach dem Wahlerfolg von Grillos Movimento 5 Stelle 2013 ließ SPD-Kanzlerkandidat Peer Steinbrück verlauten, mit Berlusconi und Grillo hätten zwei „Clowns“ die Wahl gewonnen. Daraufhin sagte Italiens Staatspräsident Giorgio Napolitano kurzfristig sein Treffen mit Steinbrück ab. Das britische Nachrichtenmagazin The Economist wählte für eine Analyse der Parlamentswahlen die Titelzeile Send in the clowns.
Obwohl sich die Partei nach außen für mehr Demokratie und Transparenz einsetzt, wird Zweifel an der Glaubhaftigkeit geäußert. Wegen Kritik an der parteiinternen Demokratie wurden 2012 Giovanni Favia, Federica Salsi und weitere hochrangige Parteimitglieder ausgeschlossen. Der Ausschluss soll allein durch Beppe Grillo und ohne satzungsgemäßes Konsultationsverfahren veranlasst worden sein. Grillo wird vorgeworfen, das Versprechen einer digitalen Demokratie in einen „autoritären Kontrollapparat“ verwandelt zu haben.

## Wahlergebnisse
| Jahr | Region                  | Stimmen | Anteil | Mandate | Platz |
| ---- | ----------------------- | ------- | ------ | ------- | ----- |
| 2019 | Abruzzen                | 118.273 | 19,7 % | 7 / 31  | 2.    |
| 2020 | Aostatal                | 2.589   | 3,9 %  | 0 / 35  | 9.    |
| 2020 | Apulien                 | 165.243 | 9,9 %  | 5 / 50  | 3.    |
| 2019 | Basilikata              | 58.658  | 20,3 % | 3 / 21  | 1.    |
| 2020 | Emilia-Romagna          | 102.595 | 4,7 %  | 2 / 50  | 5.    |
| 2023 | Friaul-Julisch Venetien | 9.467   | 2,4 %  | 1 / 47  | 9.    |
| 2021 | Kalabrien               | 49.414  | 6,5 %  | 2 / 31  | 6.    |
| 2020 | Kampanien               | 233.974 | 9,9 %  | 7 / 50  | 3.    |
| 2023 | Latium                  | 132.267 | 8,5 %  | 4 / 50  | 4.    |
| 2020 | Ligurien                | 48.722  | 7,8 %  | 2 / 30  | 5.    |
| 2023 | Lombardei               | 113.229 | 3,9 %  | 3 / 80  | 8.    |
| 2020 | Marken                  | 44.330  | 7,1 %  | 3 / 30  | 4.    |
| 2023 | Molise                  | 10.044  | 7,1 %  | 2 / 20  | 6.    |
| 2019 | Piemont                 | 241.014 | 12,6 % | 5 / 51  | 3.    |
| 2019 | Sardinien               | 68.461  | 9,7 %  | 6 / 60  | 4.    |
| 2022 | Sizilien                | 254.974 | 13,6 % | 11 / 70 | 4.    |
| 2018 | Südtirol                | 6.670   | 2,4 %  | 1 / 35  | 8.    |
| 2020 | Toskana                 | 113.386 | 7,0 %  | 1 / 49  | 4.    |
| 2018 | Trentino                | 18.437  | 7,2 %  | 2 / 35  | 4.    |
| 2019 | Umbrien                 | 30.953  | 7,4 %  | 1 / 21  | 4.    |
| 2020 | Venetien                | 55.281  | 2,7 %  | 0 / 50  | 6.    |

| Jahr | Stimmen    | Anteil | Mandate   | Platz |
| ---- | ---------- | ------ | --------- | ----- |
| 2013 | 8.691.406  | 25,6 % | 109 / 630 | 2.    |
| 2018 | 10.732.066 | 32,7 % | 227 / 630 | 1.    |
| 2022 | 4.333.972  | 15,4 % | 52 / 400  | 3.    |

| Jahr | Stimmen   | Anteil | Mandate   | Platz |
| ---- | --------- | ------ | --------- | ----- |
| 2013 | 7.285.648 | 23,8 % | 54 / 315  | 2.    |
| 2018 | 9.733.928 | 32,2 % | 112 / 315 | 1.    |
| 2022 | 4.285.894 | 15,6 % | 23 / 200  | 3.    |

| Jahr | Stimmen   | Anteil | Mandate | Platz |
| ---- | --------- | ------ | ------- | ----- |
| 2014 | 5.807.362 | 21,2 % | 17 / 73 | 2.    |
| 2019 | 4.569.089 | 17,1 % | 14 / 76 | 3.    |
| 2024 | 2.336.452 | 10,0 % | 8 / 76  | 3.    |